# 布纽埃尔
布纽埃尔（西班牙語：Buñuel）是西班牙纳瓦拉的一个市镇。总面积36平方公里，总人口2371人（2001年），人口密度66人/平方公里。